# Autostrada A7 (Chorwacja)
Autostrada A7 (chorw. Autocesta A7, Kvarnerska autocesta) – częściowo zbudowana autostrada w Chorwacji. Docelowo łączyć będzie przejście graniczne ze Słowenią w Rupie z autostradą A1 w węźle Žuta Lokva.
Obecnie istnieje około 45 km.

## Trasy europejskie
Arteria jest częścią tras europejskich E61 (odc. Rupa – Orehovica) oraz E65 (odc. Orehovica – Šmrika).